# Innocence Project
Innocence Project, Inc. is een Amerikaans non-profitorganisatie die zich inzet voor het vrijpleiten en -laten van personen die ten onrechte zijn veroordeeld. Dit doen ze onder andere door het gebruik van DNA-techniek en het werken aan hervormingen van het strafrechtsysteem om toekomstig onrecht te voorkomen.
Het Innocence Project werd in 1992 opgericht door Barry Scheck en Peter Neufeld, die halverwege de jaren negentig internationale aandacht verwierven omdat ze onderdeel waren van het "Dream Team" van advocaten die deel uitmaakten van de verdediging in de moordzaak van O. J. Simpson.

## Ontstaan
Het Innocence Project werd opgericht in de nasleep van een onderzoek door het Amerikaanse ministerie van Justitie en de Amerikaanse Senaat, in samenwerking met de Benjamin N. Cardozo School of Law van de Yeshiva Universiteit, waarin werd beweerd dat onjuiste identificatie door ooggetuigen een factor was in meer dan 70% van de onrechtmatige veroordelingen. Het werd op 28 januari 2003 een onafhankelijke non-profitorganisatie, maar onderhoudt institutionele banden met Cardozo. De organisatie haalt verschillende onderzoeken aan die schatten dat in de Verenigde Staten tussen de 1% en 10% van alle gevangenen onschuldig is.
Madeline deLone was uitvoerend directeur van 2004 tot 2020 en werd op 8 september 2020 opgevolgd door Christina Swarns.

## Missie
De missie van het Innocence Project is om "het duizelingwekkende aantal onschuldige mensen die nog steeds gevangen zitten, te bevrijden en hervormingen door te voeren in het systeem dat verantwoordelijk is voor hun onrechtvaardige gevangenschap."
Het Innocence Project richt zich voornamelijk op beroepen na een veroordeling waarin DNA-bewijsmateriaal beschikbaar is om (opnieuw) te worden getest. DNA-testen zijn mogelijk in 5 à 10% van de strafzaken. Andere leden van het Innocence Network helpen ook mensen vrij te pleiten in wiens geval DNA-testen niet mogelijk zijn.
Naast het werk voor degenen die mogelijk ten onrechte zijn veroordeeld voor misdaden in de Verenigde Staten, verrichten degenen die voor het Innocence Project werken onderzoek en belangenbehartiging met betrekking tot de oorzaken van justitiële dwalingen.

## Innocence Network
Het Innocence Project is een van de oprichters van het Innocence Network, een coalitie van onafhankelijke organisaties en advocaten, waaronder rechtsscholen, journalistieke scholen en openbare defensiebureaus die samenwerken om veroordeelde misdadigers te helpen hun onschuld te bewijzen. In 2021 waren er bijna 70 organisaties bij het netwerk aangesloten, actief in alle 50 Amerikaanse staten en 12 andere landen, en hielpen ze 625 mensen vrij te pleiten, waaronder ook in Californië.
Een voorbeeld hiervan bestaat in de Republiek Ierland, waar in 2009 een project werd opgezet aan het Griffith College Dublin.
In 2014 werd in Afrika door onder anderen professor Sean Davison een Innocence Project opgestart dat is aangesloten bij het Innocence Netwerk.

## Nederland
Ook het Nederlandse advocatenbureau Knoops van Geert-Jan Knoops en Carry Knoops is aangesloten bij het Innocence Network met Knoops’ Innocence Project. Zij werken onder andere aan de zaak van Vernond Rombley die in Curaçao tot vijftien jaar cel werd veroordeeld voor een roofmoord.

## Resultaten
Sinds 2021 heeft het Innocence Project met succes meer dan 300 veroordelingen ongedaan weten te laten maken door middel van op DNA gebaseerde vrijstellingen. In 2021 ontving Innocence Project de tweejaarlijkse Milton Friedman Prijs voor Advancing Liberty van het Cato Institute, dat werd uitgereikt als erkenning en dankbaarheid voor zijn werk om vrijheid en gerechtigheid voor iedereen te garanderen. In maart 2022 won The Innocence Project twee Webby Awards voor zijn Happiest Moments-video, waarmee het de campagne Best Humanitarian & Services won in zowel de merk- als de non-profitcategorie. Happiest Moments was de allereerste openbare dienstaankondiging van de organisatie die in juni 2021 in première ging en werd geproduceerd door Hayden5.

### Selectie van zaken
| Jaar | Persoon           | Verhaal | Veroordeeld tot:        | Vrijgesproken                                                 | Plaats/staat/land/project   | Bron(nen)     |
| ---- | ----------------- | --- | ----------------------- | ------------------------------------------------------------- | --------------------------- | ------------- |
| 2003 | Steven Avery      | In 1985 werd Avery veroordeld voor aanranding, poging tot moord met voorbedachten rade en wederrechtelijke vrijheidsberoving van Penny Beerntsen. |                         | 2003, in 2007 voor een andere zaak tot levenslang veroordeeld | Wisconsin Innocence Project |               |
| 2009 | James Bain        | In 1974 veroordeeld voor kidnapping en verkrachting.                                                                                              | Levenslang              | 2009                                                          | Florida                     | [ 24 ]        |
| 2011 | Cornelius Dupree  | Werd in 1980 veroordeeld voor verkrachting en beroving.                                                                                           | 75 jaar gevangenistraf  | 2011, vrijgesproken op basis van DNA bewijs.                  | Dallas, Texas               | [ 25 ] [ 26 ] |
| 2017 | William Barnhouse | Barnhouse werd in 1992 veroordeeld voor het aanvallen en verkrachten van een vrouw.                                                               | 80 jaar gevangenisstraf | 2017                                                          | Indiana                     | [ 27 ] [ 28 ] |
| 2023 | Leonard Mack      | In 1975 werd Mack gearresteerd voor verkrachting en zat 7,5 jaar in de gevangenis.                                                                |                         | Vrijgelaten, in 2023 vrijgesproken op basis van DNA-bewijs.   |                             | [ 29 ]        |

## Media en Literatuur
Dit overzicht is mogelijk incompleet; u kunt helpen door het uit te breiden.

### Boeken
- Actual innocence, Five Days to Execution and Other Dispatches from the Wrongly Convicted (2000), Boek van Barry Scheck, Peter Neufeld en Jim Dywer[30]
- The Innocent Man (2006)